# مخاطر جغرافية

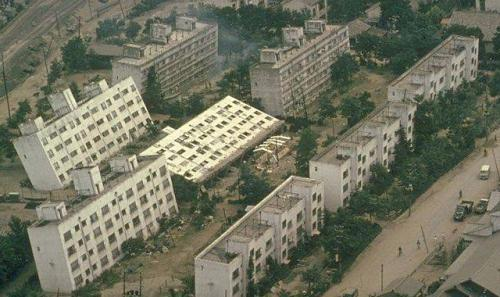
تسييل التربة خلال زلزال نيغاتا عام 1964

المخاطر الجغرافية هي حالة جيولوجية قد تؤدي إلى أضرار أو مخاطر واسعة النطاق. وهي ظروف جيولوجية وبيئية تنطوي على عمليات جيولوجية طويلة الأجل أو قصيرة الأجل. يمكن أن تكون المخاطر الجغرافية ميزات صغيرة نسبيًا، ولكنها يمكن أن تحقق أيضًا أبعادًا ضخمة (على سبيل المثال، الإنهيار الأرضي أو الغواصة) وتؤثر على الاقتصاد الإجتماعي المحلي والإقليمي إلى حد كبير (على سبيل المثال، تسونامي).